# Brestovec (Myjava)
Brestovec (ungarisch Brezóvölgy) ist eine Gemeinde im Westen der Slowakei.

## Lage und Allgemeines
Die Gemeinde liegt im Hügelland zwischen den Kleinen Karpaten im Süden und den Weißen Karpaten im Norden nahe der Grenze zu Tschechien und etwa zwei Kilometer nördlich der Bezirksstadt Myjava. Nové Mesto nad Váhom liegt zirka 30 Kilometer östlich der Gemeinde und Senica etwa 20 Kilometer westlich.
Die Gemeinde entstand am 1. April 1955 durch Ausgliederung mehrerer Einsiedeleien aus der Stadt Myjava. Der Name bezieht sich auf eine schon seit dem Mittelalter bekannte Siedlung in diesem Gebiet.

## Verkehrsanbindung
Durch das Gemeindegebiet verläuft die 1927 eröffnete Bahnstrecke Nové Mesto nad Váhom–Veselí nad Moravou (Haltestelle Svítkovci) mit dem 2987 Meter langen Tunnel nach Vrbovce. Des Weiteren ist die Gemeinde an das regionale Busnetz angeschlossen.

## Bevölkerung
| Jahr                | 1994 | 2004    | 2014    | 2024    |
| ------------------- | ---- | ------- | ------- | ------- |
| Anzahl der Personen | 1031 | 970     | 945     | 962     |
| Unterschied         |      | −5,91 % | −2,57 % | +1,79 % |

| Jahr                | 2023 | 2024    |
| ------------------- | ---- | ------- |
| Anzahl der Personen | 974  | 962     |
| Unterschied         |      | −1,23 % |